# Vivitar
Vivitar Corporation — компания-производитель объективов и фотоаппаратов.
Vivitar — марка фотоаппаратов и объективов.

## История компании
В 1938 году эмигранты из Германии Макс Пондер (Max Ponder) и Джон Бест (John Best) основали компанию «Ponder and Best». Компания располагалась в городе Окснард (Oxnard), Калифорния. Компания импортировала из Германии фототовары. После Второй мировой войны компания начала импорт в США фотооборудования из Японии, а позднее и Тайваня. Поставлялись 35-мм фотоаппараты «Mamiya», 8-мм кинокамеры «Cosina», и оборудование для тёмных комнат.
В начале 1960-х годов компания создала бренд «Vivitar», чтобы конкурировать с производителями объективов, названия которых заканчивались на «-ar». Марка быстро приобрела репутацию качественных объективов в среднем ценовом сегменте. После успешных розничных продаж у компании появились заказы от производителей фотоаппаратов.
В 1970-е годы компания начала производство объективов «Series I». Конструкция объективов была рассчитана на компьютере.
В середине 1960-х компания начала продажи полупрофессиональной фотовспышки Vivitar 260. Японские специалисты внесли изменения в конструкцию вспышки, и её новый вариант начал продаваться в 1970 году под названием Vivitar 283. К 1973 году продажи Vivitar 283 достигли 3 миллионов штук. Vivitar 283 продавалась более 30 лет.
В 1979 году название компании изменилось на «Vivitar Corporation».
Компания также производила 35 мм фотоаппараты, бинокли, приборы ночного видения, штативы, оборудование для съёмки под водой и т. д.
После смерти основателей компания несколько раз меняла владельцев. В ноябре 2006 года компания Vivitar Corporation была продана компании «Syntax-Brillian» за $26 миллионов акциями . После банкротства Syntax-Brillian 21 августа 2008 года бренд Vivitar и интеллектуальная собственность компании были проданы Sakar International из Нью-Джерси. Sakar International планирует продавать цифровые фотоаппараты под маркой Vivitar.

## Плёночные фотоаппараты Vivitar
- Crayola Sport 35
- Vivitar 300Z
- Vivitar 35EE — конец 1970-х
- Vivitar 35EF
- Vivitar 35EM
- Vivitar 35ES — 1978 год. Дальномерный фотоаппарат. Производился компанией Cosina
- Vivitar 400/SL — 1975 год. М42.
- Vivitar 450/SLD
- Vivitar A35 Splash Proof
- Vivitar Cosmorex SE — 1965 год.
- Vivitar CV35
- Vivitar EZ Point 'n Shoot Big View — с фиксированным фокусом. Производился в Китае.
- Vivitar IC 100 — с фиксированным фокусом. Производился в Китае.
- Vivitar IC 101 Panorama — с фиксированным фокусом. Производился в Китае.
- Vivitar PN2011
- Vivitar PN919
- Vivitar TW 35
- Vivitar V50
- Vivitar V2000 — аналог Pentax K1000
- Vivitar V3000s — аналог Pentax K1000. Производился в Китае в 1990-е.
- Vivitar V3800N — 2005 год. Байонет К.
- Vivitar V4000 — Байонет К.
- Vivitar V335
- Vivitar Ultra Wide & Slim — с фиксированным фокусом.
- Vivitar XB200
- Vivitar XC-2
- Vivitar XC-3
- Vivitar XM1K (APS)

## Объективы Vivitar

### Объективы с ручной фокусировкой

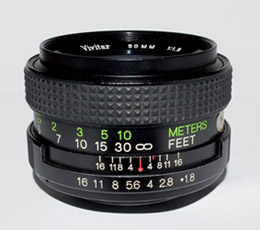
Vivitar 50mm f/1.8

- Vivitar Series 1 7mm f/3.5 Fish-eye CS
- Vivitar 17mm f/3.5
- Vivitar 19mm f/3.8
- Vivitar 20mm f/3.8
- Vivitar Auto 21mm f/3.8 T4
- Vivitar 24mm f/2
- Vivitar 24mm f/2.8
- Vivitar Series 1 28mm f/1.9
- Vivitar 28mm f/2
- Vivitar 28mm f/2.5
- Vivitar Close Focus 28mm f/2.8
- Vivitar Auto 28mm f/2.8
- Vivitar 35mm f/1.9
- Vivitar 35mm f/2.8
- Vivitar 50mm f/1.7
- Vivitar 50mm f/1.8
- Vivitar 50mm f/1.9
- Vivitar 55mm f/1.4
- Vivitar 55mm f/2.8 Macro M42 Mount
- Tele-Vivitar 85mm f/1.8 T
- Vivitar Series 1 85mm f/1.4 Aspherical IF
- Vivitar 90mm f/2.5 Macro M42 Mount
- Vivitar 90mm f/2.8 Macro M42 Mount
- Vivitar Series 1 90mm f/2.5 1:2 Macro
- Vivitar 100mm f/2.8 Macro
- Vivitar Series 1 105mm f/2.5 macro
- Vivitar 135mm f/1.5 professional
- Vivitar Series 1 135mm f/2.3
- Vivitar 135mm f/2.5
- Vivitar 135mm f/2.8
- Vivitar 135mm f/2.8 close-focusing 1:2 Macro
- Vivitar 200mm f/3.5 M42 Mount
- Vivitar 200mm f/3.5 T4 и TX Mount
- Vivitar Series 1 200mm f/3
- Vivitar Series 1 200mm f/3.5 Auto Focus
- Vivitar 300mm f/5.6
- Vivitar 300mm f/5.6
- Vivitar 400mm f/5.6
- Vivitar 500mm f/8
- Vivitar Series 1 500mm f/8 mirror T-mount
- Vivitar 500mm f/6.3 T-mount
- Vivitar 600mm f/8 T-mount
- Vivitar Series 1 800mm f/8 mirror T-mount
- Vivitar Series 1 600mm f/8 solid cat T-mount
- Vivitar Series 1 800mm f/11 solid cat T-mount

### Зум-объективы с ручной фокусировкой
- Vivitar 17-28mm f/4-4.5
- Vivitar 19-35mm f/3.5-4.5
- Vivitar Series 1 24-48mm f3.5
- Vivitar Series 1 24-70 3.8 MACRO
- Vivitar RL edition 28-80mm 1:3.5-4.5 macro focusing zoom MC, 62mm filter size (made by Kobori), (also in RL Edition)
- Vivitar Series 1 28-105mm f/2.8-3.8
- Vivitar 28-200mm f/3.5-f5.3 Macro
- Vivitar 28-210mm f/3.5-5.6
- Vivitar 28-85mm f/3.5-4.5
- Vivitar Series 1 28-90mm f/2.8-3.5
- Vivitar Series 1 35-85mm f/2.8
- Vivitar Series 1 35-105 f/3.5
- Vivitar 35-200mm f/3-f4.5 Macro
- Vivitar 55-135mm f/3.5 TX
- Vivitar 70-150mm f/3.8
- Vivitar Series 1 70-210mm f/2.8-4
- Vivitar Series 1 70-210mm f/3.5
- Vivitar 70-210mm f/4.5
- Vivitar 70-210mm f/4.5 Macro
- Vivitar 70-210 f/4-5.6
- Vivitar 75-205 f/3.8
- Vivitar 75-205 f/3.5-4.5 Macro
- Vivitar 80-200 f/4.5 MC ZOOM
- Vivitar 85-205 f/3.8
- Vivitar 90-230mm f/4.5 TX
- Vivitar 90-180mm f/4.5 Flat Field zoom
- Vivitar 75-300mm f/4.5-5.8

Vivitar 75-260mm f/4.5 Auto Zoom {Tokina 67mm 37xxx}
- Vivitar 100-200mm f/4.0
- Vivitar 100-200mm f/4.0
- Vivitar Series 1 100-500mm f/5.6-8
- Vivitar Series 1 650-1300mm f/8-16 T-mount

#### Зум-объективы с автоматической фокусировкой
- Vivitar Series 1 19-35mm f/3.5-4.5
- Vivitar Series 1 28-70mm f/2.8
- Vivitar 28-70mm f/3.5-4.8
- Vivitar 28-80mm f/3.5-5.6
- Vivitar 28-105mm f/2.8-4.0
- Vivitar Series 1 28-210mm f/4.2-6.5
- Vivitar 28-300mm f/4-6.3
- Vivitar 35-70mm f/3.5-4.5
- Vivitar Series 1 70-210mm f/2.8
- Vivitar Series 1 70-210mm f/2.8-4
- Vivitar 70-210mm f/4.5-5.6
- Vivitar Series 1 70-300 f/4.5-5.6
- Vivitar 100mm f/3.5 Macro
- Vivitar 100-300mm f/5.6-6.7
- Vivitar 100-400mm f/4.5-6.7

## Известные пользователи продукции Vivitar
- Братья Коэн